# Župečja vas
Župečja vas je naselje v Občini Kidričevo na severovzhodu Slovenije. Nahaja se v tradicionalni pokrajini Štajerska in spada v Podravsko statistično regijo.
Tamkajšnja cerkev je posvečena svetemu Antonu Puščavniku in spada v župnijo Sveti Lovrenc. Zgrajena je bila leta 1910 v neogotskem slogu.